# Río Blanco Agrario
Río Blanco Agrario ist eine Ortschaft im Departamento Cochabamba im südamerikanischen Anden-Staat Bolivien.

## Lage
Río Blanco ist viertgrößte Gemeinde des 2004 neu geschaffenen Municipios Entre Ríos in der Provinz Carrasco. Die Ortschaft liegt auf einer Höhe von 252 m am rechten, östlichen Ufer des Río Blanco, der sieben Kilometer flussabwärts in den Río Ichoa mündet, einen linken Nebenfluss des Río Ichilo.

## Geographie
Río Blanco liegt im bolivianischen Tiefland an den nordöstlichen Ausläufern der Cordillera Oriental. Das Klima ist ein tropisches Monsunklima mit einer ausgeprägten Regenzeit (Am-Klima nach der Köppen-Geiger-Klassifikation).
Die Region weist eine mittlere Jahrestemperatur von 26 °C auf (siehe Klimadiagramm Puerto Grether), die Monatsdurchschnittswerte liegen zwischen 23 °C im Juli und gut 28 °C von November bis Februar. Der durchschnittliche Jahresniederschlag beträgt 1700 mm, mit Monatswerten zwischen 200 und 300 mm von Dezember bis Februar und ausreichend Feuchtigkeit in allen Monaten.

## Verkehrsnetz
Río Blanco liegt in einer Entfernung von 274 Straßenkilometern östlich von Cochabamba, der Hauptstadt des Departamentos.
Durch Entre Río verläuft die 1657 Kilometer lange Nationalstraße Ruta 4, die von Tambo Quemado an der chilenischen Grenze im Osten quer durch das Land bis Puerto Suárez an der brasilianischen Grenze führt. Von Cochabamba aus erreicht man Río Blanco über Villa Tunari, Chimoré, Ivirgarzama und Entre Ríos, die Nationalstraße führt dann weiter nach Warnes und Santa Cruz.

## Bevölkerung
Die Einwohnerzahl der Ortschaft ist in den vergangenen beiden Jahrzehnten auf ein Vielfaches angestiegen:
| Jahr | Einwohner | Quelle       |
| ---- | --------- | ------------ |
| 1992 | 20        | Volkszählung |
| 2001 | 830       | Volkszählung |
| 2012 | 1210      | Volkszählung |
| 2024 |           | Volkszählung |

Die Region weist einen überwiegenden Anteil an Quechua-Bevölkerung auf, im Municipio Entre Ríos sprechen 76,6 Prozent der Bevölkerung Quechua.